# Bernkastel-Kues
Bernkastel-Kues (phát âm tiếng Đức: [ˌbɛɐ̯nkastəlˈkuːs]) là một thị xã có hơn 700 năm tuổi, nằm bên sông Mosel ở huyện Bernkastel-Wittlich, trong bang Rheinland-Pfalz, Đức. 

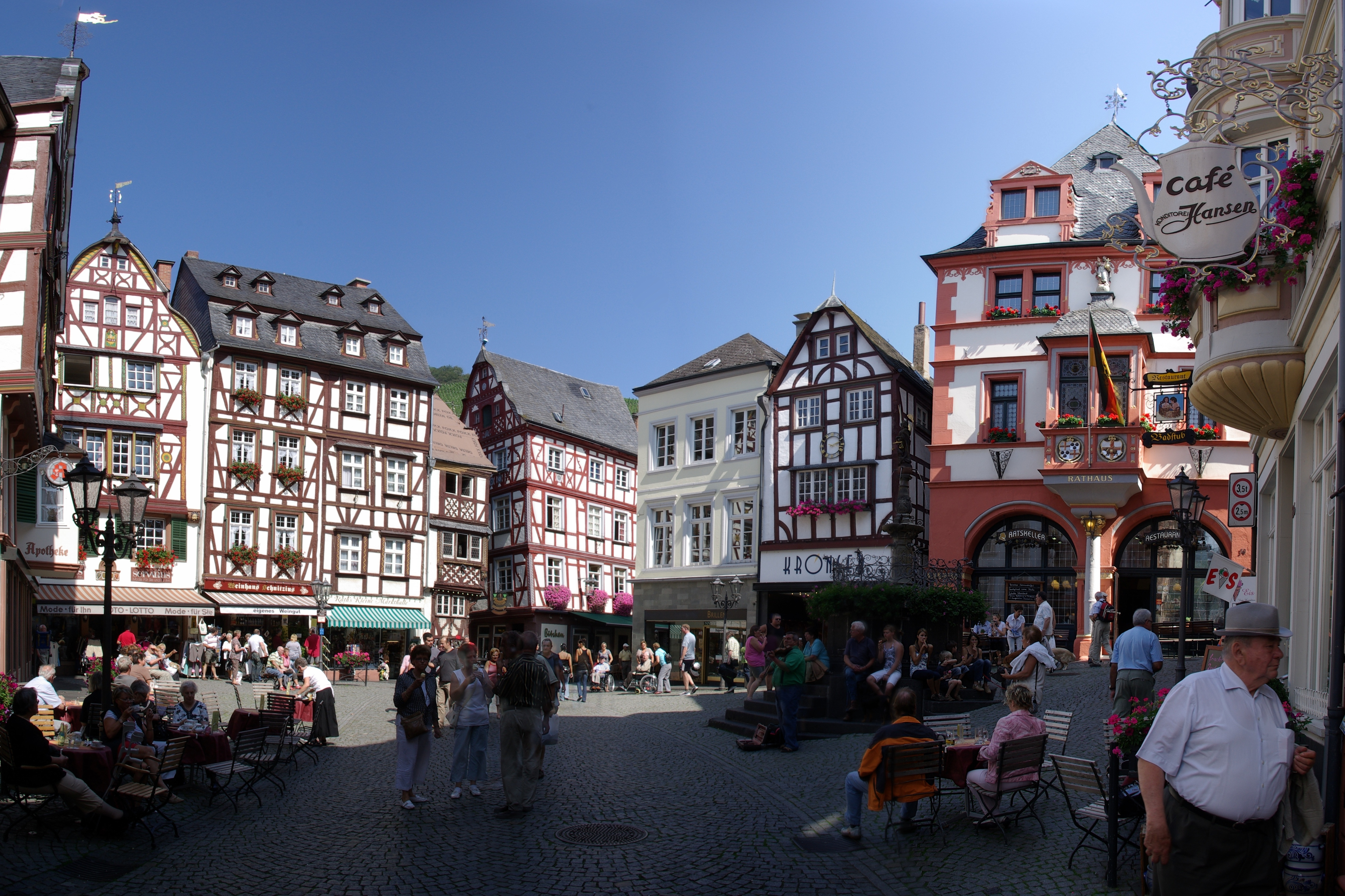
Quảng trường chợ Bernkastel-Kues

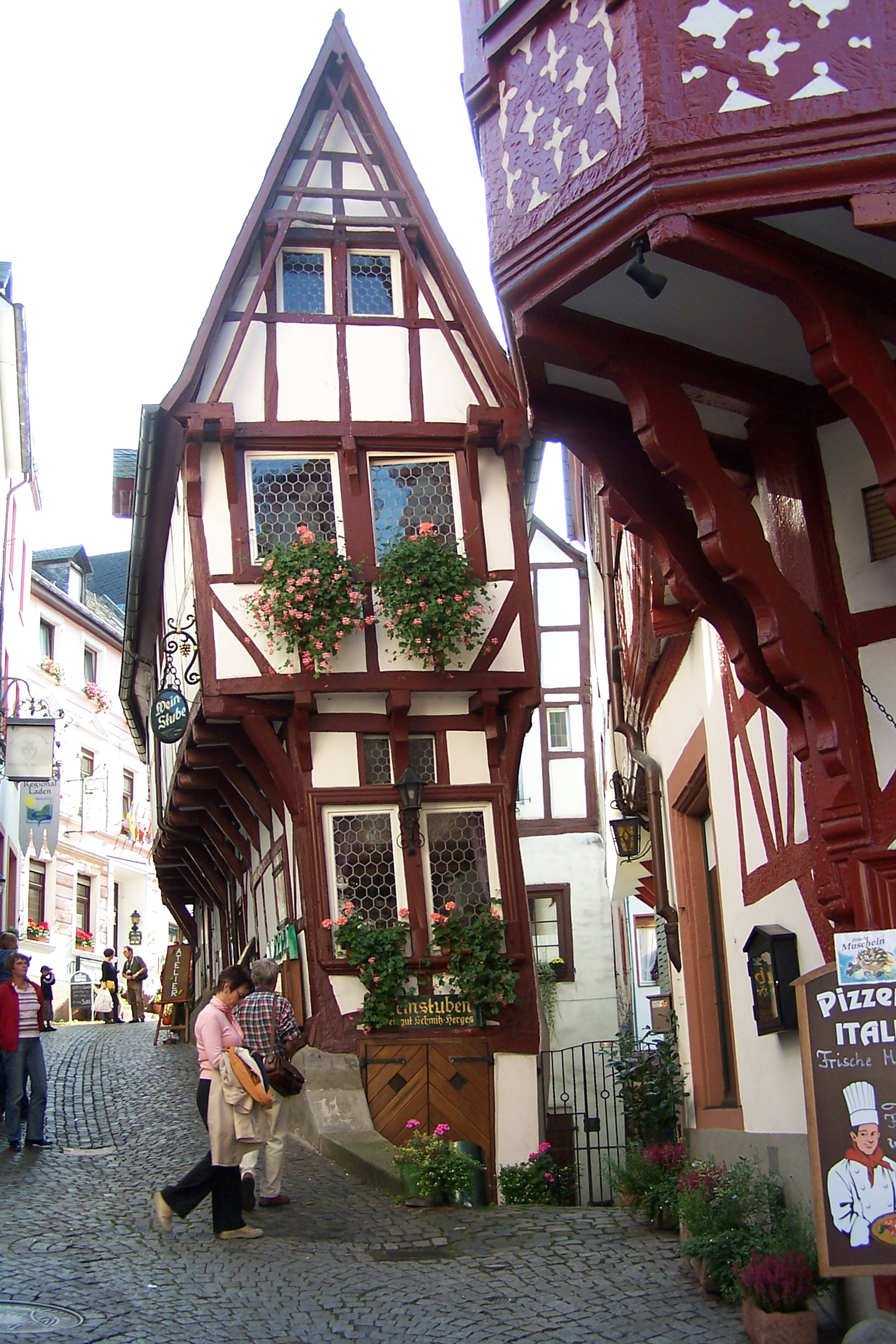
Spitzhäuschen ("copped cottage")

Thị xã này gồm các khu vực dân cư::
- Andel (từ 7 tháng 11 năm 1970)
- Bernkastel (từ năm 1291)
- Kues (từ 1 tháng 4 1905)
- Wehlen (từ 7 tháng 11 năm 1970)

## Địa lý

### Vị trí địa lý
Bernkastel-Kues nằm trong thung lũng Mosel, cách Trier khoảng 50 km. Điểm cao nhất là đỉnh Olympus (415 m trên mực nước biển), điểm thấp nhất (107 m ) nằm ở bờ sông Mosel. Thị xã trải rộng với tổng diện tích 23.657.101 m², trong đó 7.815.899 m² được sử dụng cho nông nghiệp. Điều này làm cho Bernkastel-Kues trở thành một trong những thành phố lớn nhất ở Trung Mosel về diện tích. Các thành phố tự trị lân cận ngay kế bên là (theo chiều kim đồng hồ, bắt đầu từ phía bắc) Zeltingen-Rachtig, Graach an der Mosel, Longkamp, Monzelfeld, Mülheim an der Mosel, Lieser, Maring-Noviand và Platten.

## Thành phố kết nghĩa
- Karlovy Vary, Cộng hòa Séc
- Wehlen, Đức
- Milton Keynes, Anh